# Jutta Braband
Judith "Jutta" Braband née Czichotzke  née le 13 mars 1949) à (Barth près de Stralsund est une femme politique allemande. Elle était une employée non officielle de la Stasi] de la RDA, une représentante du mouvement des droits civiques de la RDA et un membre du Bundestag sur la liste du PDS .

## Biographie
Jutta Braband a étudié à la Fachschule für Außenwirtschaft (école de commerce international) de Berlin en 1969, après avoir travaillé comme apprentie et avoir adhéré au SED. Après avoir été radiée pour des raisons politiques en 1972, elle a dû "faire ses preuves dans la production" dans une entreprise textile de Berlin, en même temps elle était enregistrée par la Stasi comme collaboratrice. Au moins trois citoyens de la RDA ont été arrêtés sur la base de ses rapports. 
Depuis 1975, elle travaille comme styliste et a eu des contacts avec des groupes d'opposition. En 1979, elle quitte le SED et devient dissidente, elle a été condamnée à une peine de neuf mois de prison en 1980.
En décembre 1989, elle est devenue membre de l'Unabhängigen Frauenverbandes (Association des femmes indépendantes) (UFV) et première directrice générale de la Vereinigten Linken (Gauche unie), dont elle était la représentante de Berlin. De 1990 à 1992, elle figurait sur la liste des membres du PDS du Bundestag . En septembre 1991, elle avait publiquement reconnu son travail à la Stasi, et a du pour cela renoncer à son mandat.
De 1995 à 2005, elle a été directrice générale de l'ACUD à Berlin.
Depuis 1997 elle est présidente, ou Membre du conseil d'administration des fondations Haus der Demokratie (Maison de la démocratie) et Menschenrechte (Fondation des droits de l'homme).